# Монте-Дзонколан
Монте-Дзонколан (итал. Monte Zoncolan) — гора в Карнийских Альпах, расположенная в регионе Фриули — Венеция-Джулия, Италия. Подъём на неё является одним из самых сложных в профессиональном шоссейном велоспорте. Он пять раз входил в маршрут мужской Джиро д’Италия (2003, 2007, 2010, 2011, 2014 гг.) и один раз — в маршрут женской Джиро д’Италия (1997 г.).
На горе находится горнолыжный курорт Равасклетто с 22 километрами спусков и зоной катания на высоте между 950 и 2000 метрами.

## Детали подъёма
На гору можно подняться по трем дорогам: из Оваро, из Сутрио и из Приолы.
- С запада из Оваро: Это очень сложный подъём, один из самых сложных в Европе, обычно сравниваемый с Альто дель Англиру в северной Испании.[1] Впервые он преодолевался на Джиро д’Италия в 2007 году. Восхождение начинается в Оваро, в долине Горто и представляет собой подъём длиной 10,1 км, перепадом высот 1210 м, средним градиентом 11,9 % и максимальным — 22 %. На первых двух километрах градиент не столь значителен. Настоящий же подъём начинается после того, как дорога делает резкий изгиб вправо в деревне Лиара, за 8,5 км от вершины. Вскоре после деревни, дорога исчезает в лесу и следующие 6 км средний градиент составляет 15 %, а перепад высот — 900 м. Далее дорога проходит через три коротких тоннеля, где градиент существенно ниже (около 7 %), после чего следует 500-метровая секция крутых поворотов у вершины горы со средним градиентом 10,6 % и максимальным — 14 %. Старый грубый асфальт между Лиарой и туннелями был заменен в 2007 году, а между последним тоннелем и вершиной — осенью 2005 года. Сейчас тоннели освещены.[3][4][5]
- С востока из Сутрио: Этот маршрут менее требователен, чем дорога от Оваро, но тем нем менее, подъём является одним из самых сложных в Италии. Впервые он преодолевался на Джиро д’Италия среди женщин в 1997 году, а затем на мужской Джиро в 2003. Фактически, подъём к вершине начинается в Сутрио и представляет собой 13,5 километров со средним градиентом 9 % и перепадом высот 1210 м, а максимальный градиент составляет 23 %. Первые 8,7 км имеют средний градиент 8,7 %, после чего следует отрезок с выполаживанием. Наиболее сложная часть восхождения — заключительные 3,5 км со средним градиентом 13 % и начало последнего километра с уклоном 22 %.[6]
- С востока из Приолы: этот маршрут проходит по первоначальной, старой дорогой к вершине, которая была заменена новой дорогой из Сутрио, описанной выше. Обе дороги объединяются за 4 км ниже вершины. Дорога из Приолы была впервые заасфальтирована осенью 2005 года. Снизу до вершины подъём протяженностью 8,9 км и с перепадом высот 1140 м имеет средний градиент 12,8 %. Нижняя часть характеризуется острыми изгибами и местами очень крутая. После слияния с новой дорогой следуют относительно пологие 1,5 км, а далее оставшиеся 3,5 км, на которых присутствует несколько рамп с крутизной до 23 %.[7]

Профиль Монте-Дзонколана при подъёме из Оваро

Профиль Монте-Дзонколана при подъёме из Сутрио

## Джиро д’Италия

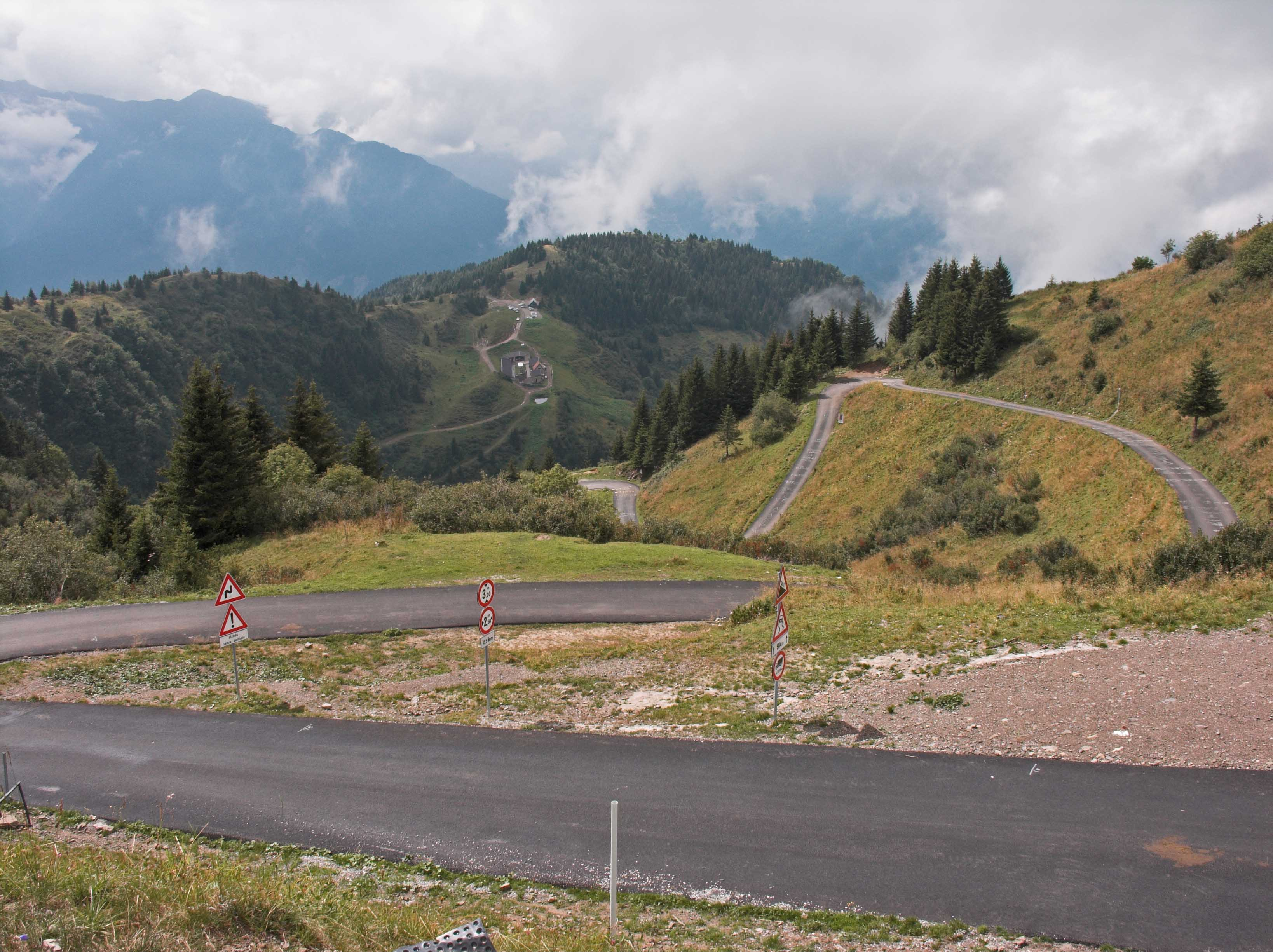
Монте-Дзонколан у вершины

Впервые в шоссейном велоспорте подъём на Монте-Дзонколан был использован на 10-м этапе Джиро д’Италия среди женщин в 1997 году. На пути к своему третьему чемпионству на итальянском гранд-туре, этап тогда выиграла Фабиана Луперини.
На сегодняшний день Монте-Дзонколан пять раз входил в маршрут этапов на Джиро д’Италия (среди мужчин). Впервые гонщики преодолевали подъём на 12-м этапе Джиро д’Италия в 2003 году, используя дорогу из Сутрио на восточной стороне горы. Победу тогда одержал итальянец Джильберто Симони. Знаменитый горняк Марко Пантани, проводящий свой последний гранд-тур тоже боролся за победу. Он предпринял неудачную атаку за 3 км от финишной черты и занял только 5-е место, уступив Симони 42 сек.
Во второй раз подъём на Монте-Дзонколан присутствовал на 17-м этапе Джиро д’Италия 2007, но в этот раз восхождение происходило по более сложному маршруту из Оваро. Тем не менее, победить снова удалось Джильберто Симони, который и по сей день является единственным велогонщиком два раза побеждавшим на этапах с прохождением легендарной горы, а также установившим рекорд подъёма (из Оваро): 39 мин., 3 сек.
В 2010 году этап 15 с финишем на вершине Монте-Дзонколана стал решающим в борьбе за победу в генеральной классификации Джиро. Победу на нем одержал Иван Бассо, обеспечив себе значительное преимущество перед конкурентами в общем зачете, и в итоге, победив на супермногодневке. Через год, на Джиро д’Италия 2011, на гору поднимались в рамках 14-го этапа. Первым покорить вершину удалось испанскому гонщику Игору Антону, который опередил главных фаворитов в лице Альберто Контадора и Винченцо Нибали. Последний раз Монте-Дзонколан велогонщики «штурмовали» на 20-м этапе Джиро д’Италия 2014. Первое место тогда занял австралиец Майкл Роджерс из команды Tinkoff-Saxo

## Победители этапов с подъёмом на Монте-Дзонколан

### Мужчины
| Год  | Этап | Гонщик                  | Сторона | Темп   |
| ---- | ---- | ----------------------- | ------- | ------ |
| 2021 | 14   | Лоренцо Фортунато (ITA) | Сутрио  |        |
| 2018 | 14   | Крис Фрум (GBR)         | Оваро   |        |
| 2014 | 20   | Майкл Роджерс (AUS)     | Оваро   | 44’30" |
| 2011 | 14   | Игор Антон (ESP)        | Оваро   | 40’50" |
| 2010 | 15   | Иван Бассо (ITA)        | Оваро   | 40’45" |
| 2007 | 17   | Джильберто Симони (ITA) | Оваро   | 39’03" |
| 2003 | 12   | Джильберто Симони (ITA) | Сутрио  |        |

### Женщины
| Год  | Этап | Гонщик                    | Сторона |
| ---- | ---- | ------------------------- | ------- |
| 2018 | 9    | Аннемик Ван Влёйтен (NED) | Оваро   |
| 1997 | 10   | Фабиана Луперини (ITA)    | Сутрио  |